# Mariano Fernández (Politiker)

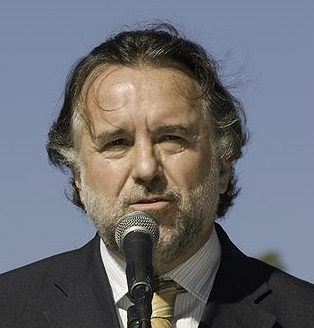
Mariano Fernández

Mariano Fernández Amunátegui (* 21. April 1945 in Santiago de Chile) ist ein chilenischer Journalist, Diplomat und Politiker.

## Biografie
Nach einem Studium der Rechtswissenschaften an der Pontificia Universidad Católica de Chile trat er 1967 in den Diplomatischen Dienst und fand 1969 seine erste Auslandsverwendung. Zwischen 1971 und 1973 war er als Dritter Sekretär an der Botschaft in der Bundesrepublik Deutschland tätig. Nach dem Sturz der Regierung von Präsident Salvador Allende und der nachfolgenden Militärdiktatur von General Augusto Pinochet blieb er in Deutschland bis 1982 im Exil. In dieser Zeit war er Journalist bei diversen Zeitungen und absolvierte daneben ein Postgraduiertenstudium in Sozialwissenschaften an der Rheinischen Friedrich-Wilhelms-Universität Bonn. Später war er Herausgeber der Zeitschrift "Desarrollo y Cooperación" und der Nachrichtenagentur "IPS Dritte Welt-Nachrichten-Agentur" sowie Chefredakteur des "Handbuch der Entwicklungshilfe".
Nach dem Beginn des Rückkehrs zur Demokratie aufgrund der Verfassung von 1980 kehrte er 1982 nach Chile zurück und wurde Mitbegründer und bis 1990 Mitglied des Exekutivkomitees des Studienzentrums für Entwicklungshilfe (Centro de Estudios para el Desarrollo). Daneben war er Mitglied des Direktoriums von "Radio Cooperativa", Präsident des Instituts für die Beziehungen zwischen Europa und Lateinamerika (Instituto de Relaciones Europa-Latinoamérica) sowie Ehrenmitglied der Chilenischen Gesellschaft für Politische Wissenschaften (Asociación de Ciencia Política de Chile).
Nach der Abwahl Pinochets und der Wahl von Patricio Aylwin zum neuen Staatspräsidenten kehrte er 1990 in den Diplomatischen Dienst zurück und wurde zum Ständigen Vertreter bei der Europäischen Union berufen. Anschließend war er zwischen 1992 und 1994 Botschafter in Italien und als solcher auch Vizepräsident des Italien-Lateinamerikanischen Instituts (Instituto Ítalo-Latinoamericano). Anschließend kehrte er nach Chile zurück und war bis 2000 Unterstaatssekretär im Außenministerium.
Im Jahr 2000 wurde er zum Botschafter in Spanien ernannt und im Anschluss daran von 2002 bis 2006 zum Botschafter in Großbritannien.  Von Juli 2006 bis zum 12. März 2009 war er Botschafter in den USA, im März 2011 wurde er Sonderbeauftragter des UN-Generalsekretärs für Haiti und Leiter der MINUSTAH und war ab September 2014 Botschafter in Deutschland.
Am 12. März 2009 wurde er von Präsidentin Michelle Bachelet zum Außenminister ernannt. Am Rande des Staatsbesuchs von Präsidentin Bachelet im Juni 2009 in den USA verabredete er mit der US-amerikanischen Außenministerin Hillary Clinton einen Ausbau der amerikanisch-chilenischen Zusammenarbeit.
Minister Fernández, der ein hervorragender Kenner des Weinbaus in Chile ist, ist außerdem auch Titularmitglied der Internationalen Weinakademie sowie Ehrenpräsident der Vereinigung der Sommeliers von Chile.
Nachfolger als Außenminister wurde am 11. März 2010 Alfredo Moreno.